# Erastvere
Erastvere (Errestfer en allemand, Erästvere en võro) est un village d'Estonie. Il est situé dans le sud-est du pays, près du lac Erastvere. Administrativement, il relève de la commune rurale de Kanepi, dans le comté de Põlva.

## Histoire
Le 9 janvier 1702, la bataille d'Erastfer se déroule près d'Erastvere, qui fait alors partie de la Livonie suédoise. Cet affrontement de la grande guerre du Nord voit la victoire des troupes russes sur une armée suédoise très inférieure en nombre.

## Démographie
Au recensement de 2021, Erastvere comptait 336 habitants, contre 286 lors du précédent, en 2011. 